# Héctor (1755)
El Héctor fue un navío de línea de la Real Armada Española, construido en los Reales Astilleros de Esteiro de Ferrol. Su nombre de advocación era San Bernardo.

## Construcción
Su quilla fue puesta en 1753 y pertenecía a la serie de los 12 Apóstoles o del Apostolado, construidos todos en el astillero de Esteiro de Ferrol por el constructor británico Rooth entre 1753 y 1755 por el método inglés o de Jorge Juan. Entró en servicio en 1755 con 68 cañones, al igual que el resto de la serie, aunque después algunos 
llevaron hasta 74 cañones.

## Historial
El 9 de junio de 1758, cuando navegaba tras sus gemelos Vencedor y  Soberano, avistaron al navío argelino de 60 cañones Castillo Nuevo y a la fragata Carabela de 40 cañones. Los navíos españoles habían salido de Cartagena el 2 de junio para patrullar la costa bajo el mando del capitán de navío Isidoro García de Postigo, comandante del Soberano, del capitán de navío Francisco Javier Everardo Tilly en el Vencedor y del capitán de fragata Fernando del Campillo en el Héctor. 
Se inició la persecución de los buques argelinos cerca de la costa de Estepona y Málaga. El combate empezó ocho horas y media después del avistamiento. Al cabo de seis horas y media, el Castillo Nuevo estaba totalmente desmantelado y poco después se le conminó a la rendición. Se capturó al navío argelino con 100 muertos y 44 heridos a bordo, cayeron prisioneros otros 306 hombres. A pesar del esfuerzo de los carpinteros, el navío se hundió a las 8.30 de la mañana del día siguiente por los graves daños sufridos en el transcurso del combate. Hubo dos muertos y diez heridos en el Vencedor y varios heridos en el Soberano. 
El Héctor comenzó inmediatamente la persecución de la fragata, disparándole con los cañones de proa, y fue respondido por la fragata. La fragata perdió el mastelero mayor y el palo de mesana y fue acorralada contra la costa. Cuando su rendición parecía inevitable, se desató una tormenta que obligó al navío con daños en su aparejo a separarse de la fragata y de la costa como medida de seguridad. Pasado el chubasco, volvió a la zona junto a los otros dos navíos españoles en busca de la fragata. Sólo encontraron restos de la arboladura y del casco de una fragata, que se supuso se trataba de la argelina, que debido a los daños recibidos en el combate, agravados por la tormenta posterior, había naufragado. El Héctor solo tuvo un grumete herido y algunos contusos, pero había sufrido muchos daños en su arboladura. 
Entre febrero y agosto de 1759 fue carenado en el arsenal de Cartagena. En 1760 estaba destinado en Cartagena y fue enviado al mar Mediterráneo en busca de un pingüe argelino. En enero de 1762 se hallaba en la bahía de Cádiz, desde donde realizó varios servicios de transporte de tropas a las plazas del norte de África, cruceros de patrulla en aguas del cabo de San Vicente y transporte de efectivos económicos a Génova y Marsella. 
En 1763, al mando del capitán de navío José Zapiaín, junto con los navíos África, Aquiles y Princesa, así como los mercantes San José y Sol, transportó tropas a La Habana. Finalmente, fue dado de baja en 1770 y desguazado para leña poco después.